# Calvin Klein
Calvin Klein (Bronx, 1942. november 19. –) magyar származású amerikai divattervező. 1968-ban alapította azt a vállalatot, amely később Calvin Klein Inc.-re változtatta a nevét.

## Élete
Calvin Richard Kleinként született zsidó-magyar bevándorlók gyermekeként Bronxban. Az Industrial Art Középiskolába járt, majd beiratkozott a New York's Fashion Institute of Technologyra, de soha sem diplomázott. 1962-ben fejezte be tanulmányait. Ezután öt évig New York-i butikoknál volt tervező. Klein egy volt a sok tervező közül, akit felemeltek a zsidó bevándorló közösségből Bronxban. Ilyen volt még például Robert Denning és Ralph Lauren. Majd 1968-ban egy gyerekkori barátjával, Barry Schwartzcal elindította első vállalatát, ahol először csak kabátokat és ruhákat gyártottak.
Calvin Klein Baron de Gunzburg mentora lett, akinek a bemutatóin keresztül a New York-i elit egyik kedvencévé vált, még mielőtt meghatározó sikereket ért volna el az első farmersorozatával. Később egy, az Interview magazinnak adott interjújában, amelyet nem sokkal Baron halála után adtak ki, azt mondta: „Ő volt igazából az életem legnagyobb inspirációja… ő volt az én mentorom, én meg az övé. Ha egy stílussal és igazi eleganciával rendelkező egyénről beszélsz – talán sznob vagyok, de elmondom neked, senki sem hasonlítható hozzá. Úgy gondolom, hogy bár néha keresztülvitt engem a poklon, szerencsés voltam. Olyan szerencsés voltam, hogy ilyen sokáig ismerhettem.”
1964-ben Klein összeházasodott Jayne Centre-rel, akitől született egy lánya, Marci, aki jelenleg az NBC szombati Night Live-jának producerként dolgozik. Klein és Centre 1974-ben elváltak.
1987-ben feleségül vette Kelly Rectort. Tőle 2006 márciusában vált el.

### Calvin Klein és a parfümök
Parfümbirodalma közel 30 éve töretlen sikereket ér el, gyakorlatilag az eladási toplisták örökös tagja. Első, mára már kultikussá vált illata az Obsession (Megszállottság) volt. Mind a nőknek, mind a férfiaknak szánt darab fülledt, erotikus illatjegyekkel teli, nem meglepő, hogy azóta az Obsession több olyan változata is napvilágot látott, mint az Obsession Night vagy a Secret Obsession.
Következő nagy sikerű parfümje az Eternity (Örökkévalóság) volt, mely a romantikusabb rajongókat célozta meg gyönyörűen megkomponált virágos jegyeivel. A nagy sikerre való tekintettel az Eternitynek azóta 17 különböző változata jelent meg, főként nyári limitált parfümök.
A fiatal, sportos korosztály kedvenc illata lett az 1994-ben megjelent CK One, ami akkor kuriózumnak számított, hiszen az első uniszex, nőknek és férfiaknak egyaránt ajánlott parfüm volt. A következő évek a kísérletezés évei voltak, ekkor jelent meg a Contradiction, majd a Truth, mígnem a cég előállt egy újabb szupersztár illattal, az Euphoriával. Az Euphoria megjelenése, 2005 óta az eladási listákat vezeti, népszerűsége töretlen. 2005 óta számos változata jelent meg, úgy mint Euphoria Blossom, Euphoria Intense vagy az Euphoria Crystalline. Az Euphoria a fülledt éjszaka illata, virágos és orientális jegyek olyan finom harmóniában állnak össze, hogy viselője a hétköznapokban is csábosnak érezheti magát.
Calvin Klein legújabb, visszafogott illata a Beauty, mely az elegánsabb, érettebb nőket célozza meg.